# Kamphof (Krefeld)

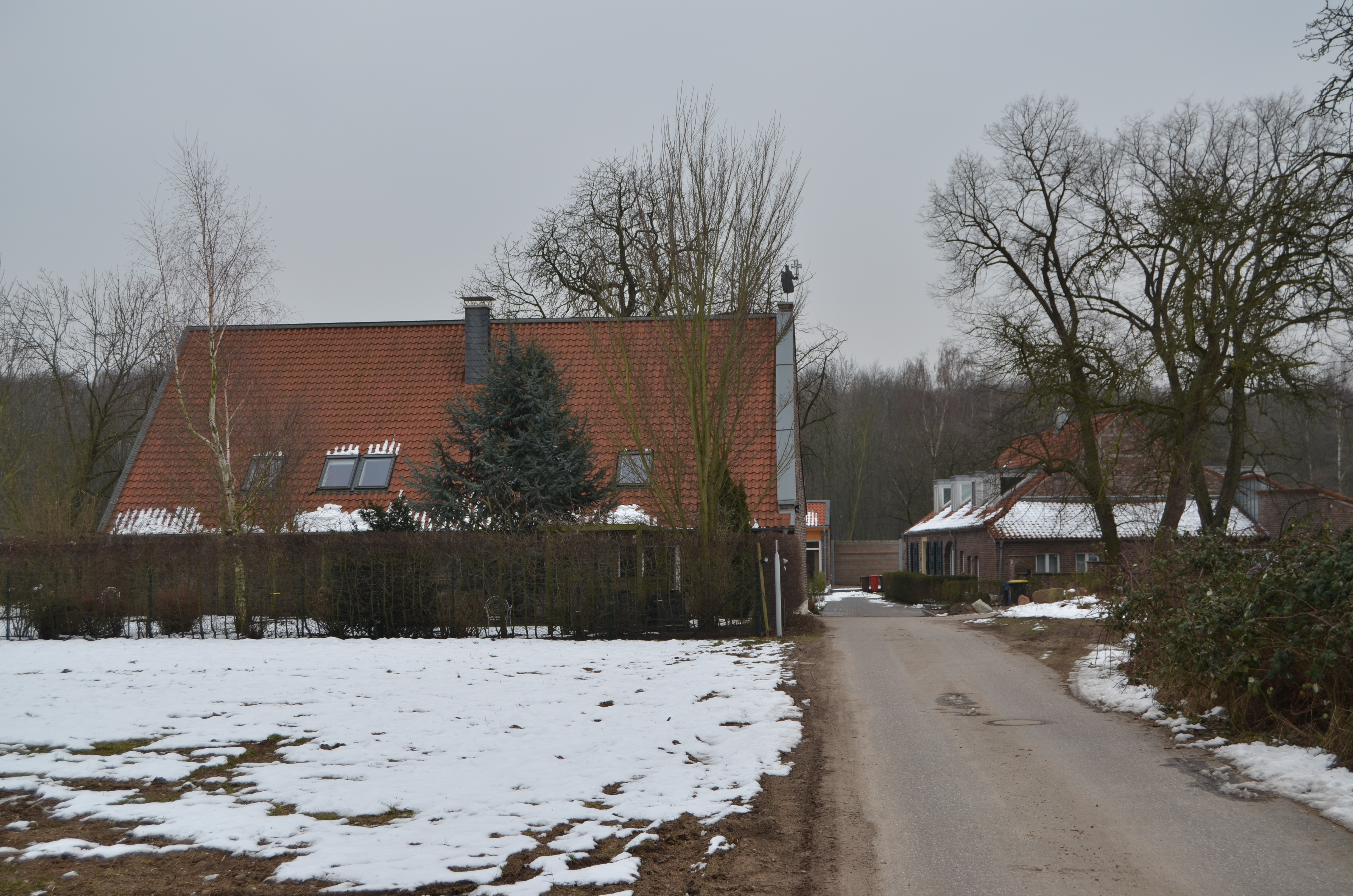
Kamphof, Blick von Norden (Februar 2013)

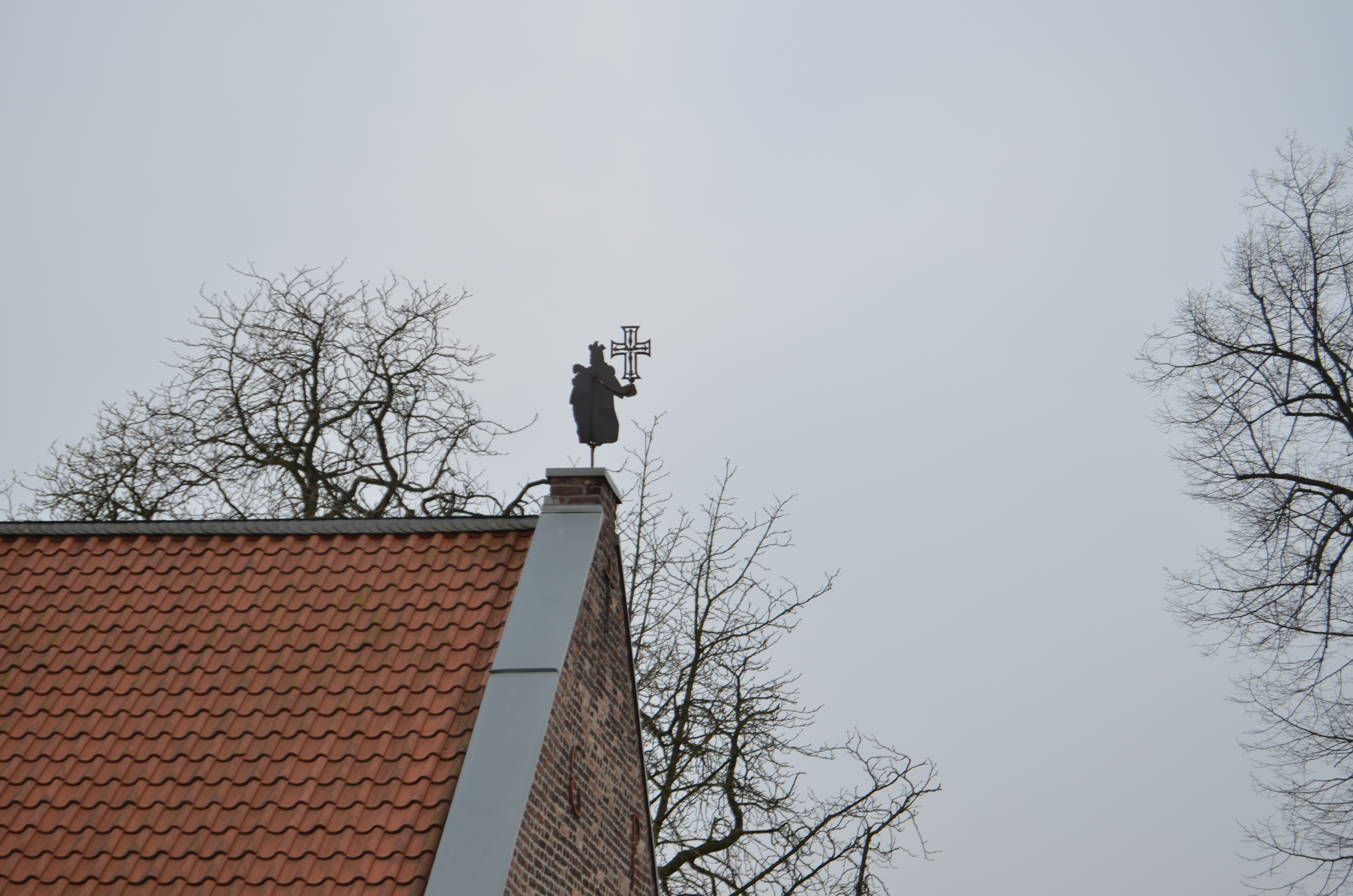
Wetterfahne auf der ehemaligen Scheune

Der Kamphof ist eine Hofanlage an der Heyenbaumstraße 135 in Krefeld-Verberg. Sie steht unter Denkmalschutz und wurde im 18. Jahrhundert erbaut.
Der Kamphof geht nach einer Inschrift in einem Scheunenbalken in die Mitte des 18. Jahrhunderts zurück. Erstmals erwähnt wurde er auf einer Tranchot-Karte von 1804 bis 1805 als Ensemble aus einem Wohnstallhaus und einer Scheune. Aufgrund des zunehmenden Verfalls des als Baudenkmal in die Denkmalliste der Stadt Krefeld unter der Nummer 922 eingetragene Hofes wurde 2007 ein Konzept zur Renovierung erarbeitet. Daraufhin wurde der Kamphof unter Beibehaltung des ursprünglichen Erscheinungsbildes umfangreich saniert und zu Wohnungen und Büros umgebaut.
Auffällig auf dem Kamphof ist eine außergewöhnliche Wetterfahne auf einem Scheunendach, die eine menschliche Gestalt mit Kreuz darstellt und deren Bedeutung ungeklärt ist.